# 英國醫學會
英國醫學會（英語：British Medical Association，縮寫作 BMA）創立於1832年，是英國一個代表醫生的專業團體和註冊工會。英國醫學會並不負責規管醫生，也不負責向醫生授予認可資格，有關職責概由醫學總會負責。醫學會的總部設於倫敦，並於威爾斯卡迪夫、北愛爾蘭貝爾法斯特和蘇格蘭愛丁堡設有分部，在比利時布魯塞爾和英國其他地方也分別設有歐洲辦事處和地區辦事處。醫學會在國內不同的科學組織和委員會均有代表，並獲國民保健署資方視為代表醫生的主要工會溝通渠道。醫學會的宗旨是「推廣醫學和相關科學，並維護醫學專業的信譽和利益」。
英國醫學會香港分會在1890年由康德黎爵士、白文信爵士和佐敦教授創立，分會在1891年獲英國醫學會理事會確認，正式建立起從屬關係。

## 外部連結
- 官方网站
- 英國醫學會香港分會官方網站 （页面存档备份，存于）